# Euchaetis rhizobola
Euchaetis rhizobola là một loài bướm đêm thuộc họ Oecophoridae. Nó được tìm thấy ở Úc, bao gồm New South Wales và Queensland.
Sải cánh dài khoảng 30 mm.
Ấu trùng ăn các loài Eucalyptus khác nhau.

## Hình ảnh

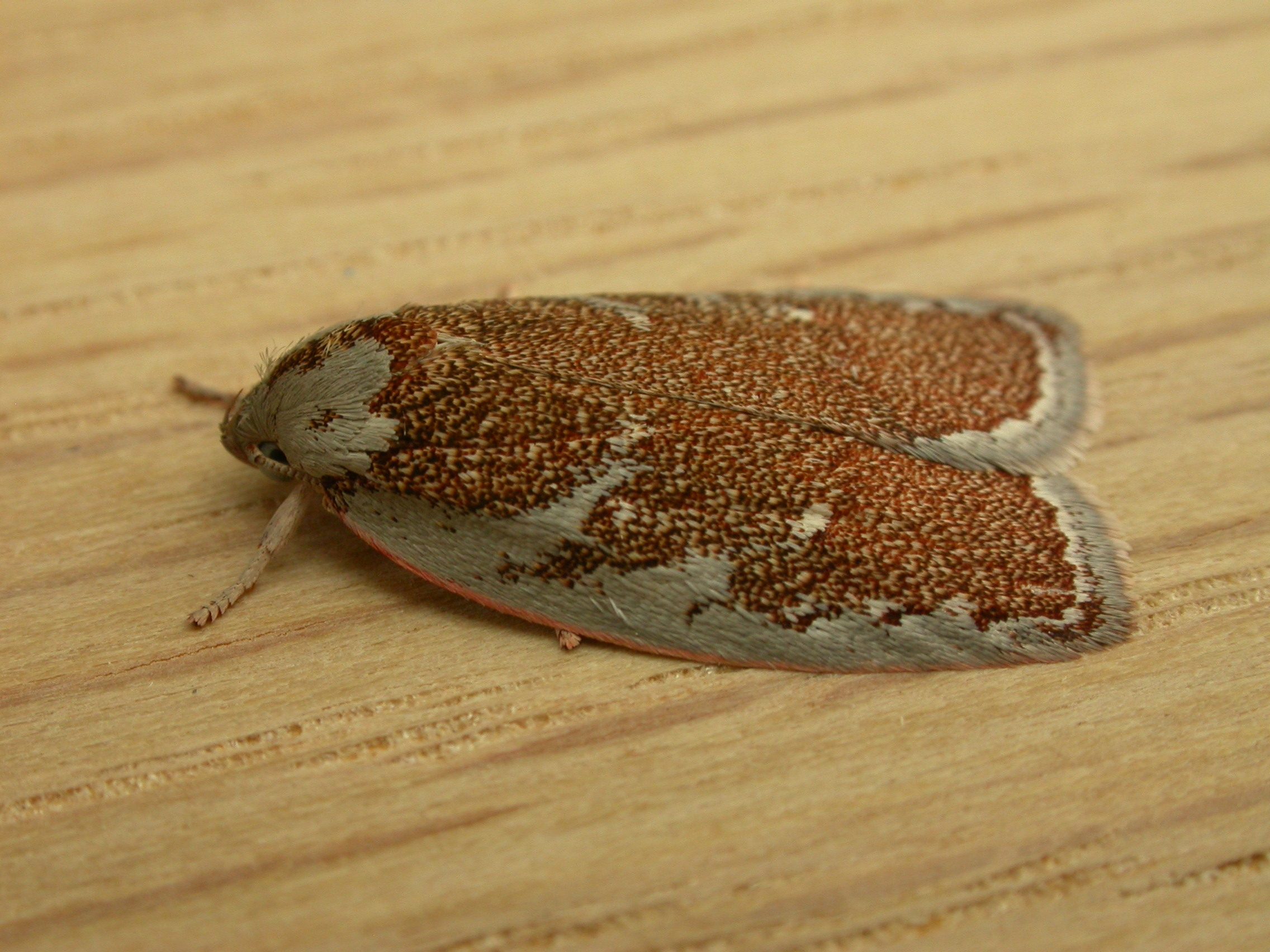